# Avenue de la Porte-de-Vincennes
L'avenue de la Porte-de-Vincennes est une voie située dans les 12e et 20e arrondissements de Paris en France. Elle donne accès à la commune de Saint-Mandé.

## Situation et accès

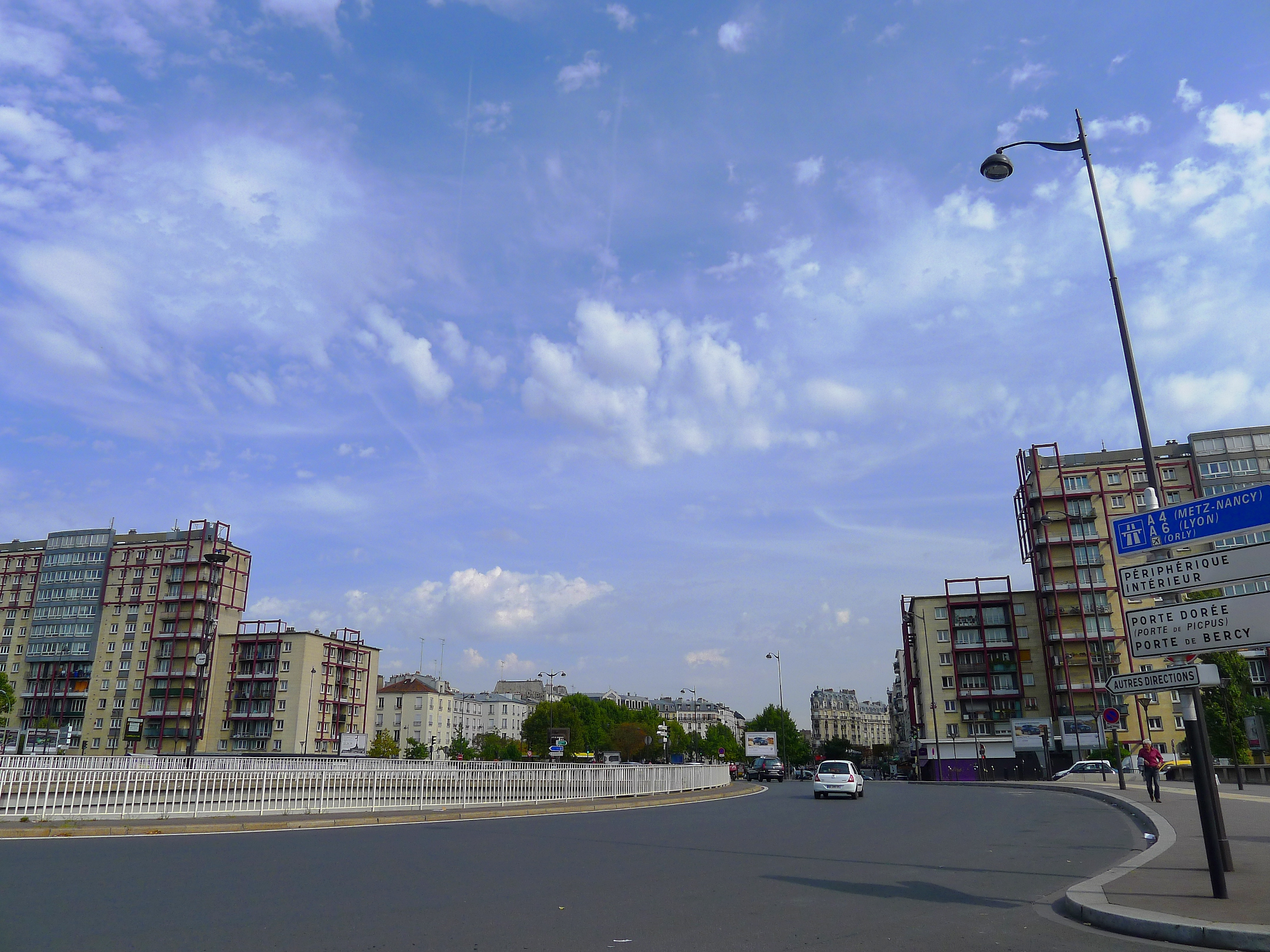
La porte de Vincennes.

L’avenue de la Porte-de-Vincennes s’étend de part et d’autre du boulevard périphérique de Paris qu’elle enjambe. Des bretelles relient l’avenue de la Porte-de-Vincennes et le boulevard périphérique de Paris. Ces bretelles font partie de l’échangeur Porte de Vincennes du boulevard périphérique de Paris.
Cette avenue prolonge le cours de Vincennes depuis le centre de Paris.
Les numéros impairs appartiennent au 20e arrondissement de Paris (quartier de Charonne) et les numéros pairs au 12e arrondissement de Paris (quartier du Bel-Air).
L'avenue de la Porte-de-Vincennes est accessible par la ligne de métro 1 aux stations Porte de Vincennes et Saint-Mandé.

## Origine du nom
Elle porte ce nom car elle est située en partie sur l'emplacement de l'ancienne porte de Vincennes de l'enceinte de Thiers à laquelle elle mène.

## Historique
L'avenue fait partie de la chaussée bordée d'une double rangée d'ormes du château de Vincennes à l'Arc-de-triomphe du Trône créée par Louis XIV en 1660 lors d'un réaménagement du bois de Vincennes.
Paris a été étendu une première fois en 1860, du mur des Fermiers généraux à l’enceinte de Thiers. Il existe dès lors un cours de Vincennes situé à Paris prolongé par un cours de Vincennes situé dans la commune de Saint-Mandé. C’est au no 67 du cours de Vincennes de Saint-Mandé que naquit Alexandra David-Néel en 1868,,. Le conseil municipal de Saint-Mandé du 24 mars 1922 donna à « sa » partie du cours de Vincennes le nom d’« avenue Gallieni » en l’honneur du général Joseph Gallieni (1849-1916) qui fut gouverneur militaire de Paris en 1914.
L’enceinte de Thiers démolie, Paris annexe une nouvelle partie du territoire de Saint-Mandé. Une partie de cette avenue Gallieni est annexée à Paris, mais une avenue Gallieni résiduelle subsiste toujours à Saint-Mandé. Cette avenue Gallieni annexée est intégrée à la voirie parisienne sous le nom d’« avenue de la Porte-de-Vincennes », en rapport avec l’ancienne porte de Vincennes de l’ancienne enceinte de Thiers (1841-1844 à 1919-1929) ; cette porte sert de limite à deux des boulevards des Maréchaux, le boulevard Davout (20e arrondissement de Paris) et le boulevard Soult (12e arrondissement de Paris).
L’avenue de la Porte-de-Vincennes a fait partie de la route nationale 34.
Cette avenue était parcourue par les tramways de la Société des chemins de fer nogentais (CFN).
La voie était incluse dans la ZAC Porte-de-Vincennes.

## Bâtiments remarquables et lieux de mémoire
- No 10 (12e arr. ; en deçà du périphérique) : chapelle Sainte-Bernadette ; est utilisée sous le nom de « Notre-de-Velankanni » par l’Aumônerie catholique tamoule indienne.
- No 23 (20e arr. ; au-delà du périphérique) : succursale de la chaîne Hyper Cacher où s’est déroulée le 9 janvier 2015 la prise d’otages de la porte de Vincennes[7] (magasin situé à l’angle de la rue Albert-Willemetz).

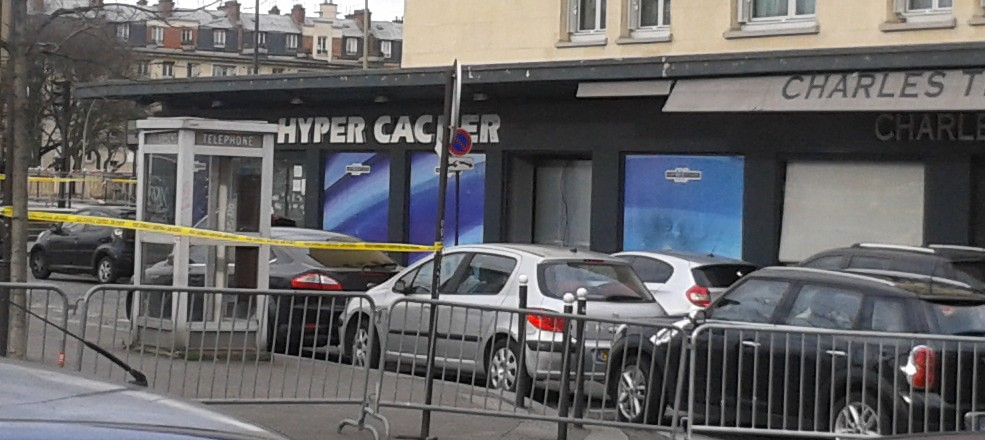
L’Hyper Cacher de la porte de Vincennes, à Paris, le lendemain de la prise d’otages de janvier 2015.